# Montenegros historie
Montenegros historie er stærkt præget af landets nærhed til mægtigere nabolande og har været båret frem af en ofte meget dygtig balancering mellem stormagter helt til moderne tid. Dele af området har været underlagt ret mange og skiftende udenlandske herredømmer, men en uafhængig, mere eller mindre kontinuerlig montenegrinsk stat eksisterede uafbrudt fra 1356 til 1918, og igen fra 2006.
I de første 160 af disse år var denne stat (Zeta) kulturelt og politisk "serbisk", men der efter ses flere kontinuerlige montenegrinske stater og dynastier, som beherskede dele af landet, oftest med basis i klaner i bjergområderne i sydvest rundt Cetinje. Disse områder var aldrig besatte af osmannerne således, som resten af Balkan var, eller af Venezia, som fra 1420 til 1797 beherskede Montenegros kystbyer.
Landets historie præges af, at forskellene mellem vestlig og østlig kristendom, politisk kultur, og statstilhørighed gik gennem Montenegro. Der har længe været betydelige etniske, religiøse, økonomiske og politiske forskelle mellem kysten i vest og indlandet i øst. Dette skel er fortsat synligt i montenegrinsk samfundsliv.
Montenegros historie er en tusind år lang balancegang mellem ambitionerne hos tyrkere, italienere og serbere på denne del af Balkan. Bare en gang mislykkedes balancegangen, da det montenegrinske kongehus i 1400-tallet kom i konflikt med både tyrkerne og veentianerne på én gang. Prisen blev høj – Zeta-staten gik i praksis under og overlevede bare i utilgængelige bjergegne i sydvest. I nyere tid blev derimod selvstændigheden fra 2006 resultatet af mere vellykket balancekunst, den kom i stand takket være vestlig pres mod de serbiske ledere efter Balkankrigene og gjorde tålmodige montenegrinske ledere i stand til at manøvrere landet til fuld selvstændighed.

## Oldtiden
I grotten Mališina i Pljevlja er der fundet rester af bosættelse fra istiden, mens Medena Stijena i samme kommune har rige fund fra stenalderen. Helleristninger med motiver af rensdyr nær Risan i Kotorbugten vidner om rensdyrjagten her under sidste istid, da klimaet var langt koldere end i dag. Vi ved lidt om overgangen til jordbrug og om bronzealderen i dette område.
Montenegro var befolket af illyrere samtidig med en vis græsk kolonisering langs kysten (Budva) omkring 700–500 f.Kr. Keltiske immigranter bosatte sig i området i 300-tallet f.Kr., og udviklede en illyrisk stat med hovedstad i Skadar i det 2. århundrede. Mange historikere mener, at illyrerne tilhørte den keltiske Hallstatt-kultur.
Illyrernes hovedstad lå i kystbyen Risan i Kotorbugten, og stadig illyrisk piratvirksomhed medførte, at romerne omkring 140 f.Kr. tog kontrol med kystområdet på østsiden af Adriaterhavet (Dalmatien), og indlemmede indlandet i provinsen Illyricum fra år 9 e.Kr. Doclaea og Municipium S var vigtige garnisonsbyer, og et vejnet forbandt alle landets udposter med kysten, og med Donau længere nord. Ved delingen af Romerriget i 395 gik grænsen mellem de vest- og øst-romerske riger (og efterhånden kirkerne) nord over fra Skadar og gennem det indre af Montenegro. Kysten var altså "vestlig".
Under Justinian oplevede Det Østromerske Rige en blomstring og handelssamkvemmet over Adriaterhavet voksede kraftigt efter Justinians erobring af Italien. Men under hans efterfølgere de næste århundreder fulgte nye nedgangstider for riget, og kampen mod islam fra 700-tallet vendte fokus bort fra de vestlige provinser. Balkan oplevede i 400-tallet og 500-tallet en række barbariske invasioner fra gotere, avarere og slavere. Med slavernes ankomst fra 600-tallet blev Montenegros position som grænseområde mellem østkirken og vestkirken endnu tydeligere, ved at østkirken fik en ny vækkelse gennem kristningen af de nærboende serbere, og vestkirken gennem kristningen af montenegrinerne.

## Selvstændighedens højdepunkt - Duklja 600–1102
I tidlig middelalder dannede serbere, kroater og bulgarere sine første semi-nationale og ganske snart feudale stater, men montenegrineree hører vi ikke om.
Tidlig på 600-tallet er det muligt, at den byzantinske kejser tilegnede kyststrækningen af nutidens Montenegro omkring floden Bojana til serbiske nybyggere, som etablerede et levedygtigt fyrstedømme i Duklja (Doclaea). Samtidig beholdt byzantinerne åbenbart initiativet på andre områder, for det serbiske fyrstedømme blev kristnet af de østlige missionærer Kyrillos og Methodios i 870'erne.
En splittelse i flere lydriger fra 900 hindrede ikke fortsat ekspansion. Byen Breznica blev et vigtigt serbisk provinssæde. En midlertidig byzantinsk generobring 960–1042 endte til sidst med total militær sejr for Stefan 1. Vojislav af Duklja, som inden 1050 inkluderede hele kyststrækningen fra Skadar til Split. Den nye fyrste for Huset Vojisavljević, Mihailo, balancerede mellem øst og vest ved å gifte seg med en gresk prinsesse i 1052. Balansekunsten under hans styre som fyrste (1050–1077) brakte midlertidig fred og økonomisk opgang.
Snart blev derimod modsætningerne til Byzants større. Da kejseren i Konstantinopel tabte Italien til normannerne, så serberne i bjeergene en mulighed for gøre oprør mod kejseren, med Mihailos støtte. Nederlag i kampen mod byzantinerne drev Mihailo i retning af Rom, med udsigter til at få oprettet Duklja som selvstændig katolsk ærkebispedømme med pavens velsignelse. Den kirkelige status blev formodentlig af Mihailo anset som en forudsætning for fuld politisk selvstændighed. Målet om eget ærkebispedømme blev endnu ikke nået, men pave Gregor VII, som var optaget af at vinde nye sejre i magtkampen mod Byzants efter kirkesplittelsen i 1054. Han anerkendte Duklja som kongedømme under Mihailo, som tog titlen kong Mihailo 1. Vojislav af Duklja (1077–1081).
Sønnen og efterfølgeren Konstantin Bodin knyttede Duklja yderligere til vesten gennem giftemål med normannerne i Italien. Sammen med den normanniske korsfarerhertug Robert Guiscard deltog Konstandin i invasionen af Dyrrachium længere mod syd. I 1089 støttede han pave Urban 2. i striden med en modpave, og som tak blev bispesædet i Bar opgraderet til ærkebispesæde. Konstantin gik videre i sin stormagtspolitik, og angreb og okkuperede både Bosnien og det serbiske fyrstedømme Raška. Dette slog derimod tilbage i form af en storstilet byzantinsk hævnekspedition 1089–1091, som indledte et gradvis tab af territorier og til sidst Duklja-statens fald.
I slaget ved Morača i 1102 vandt storhertug Vukan af Raška en knusende sejr over Duklja. Nu fulgte mere end 80 års dynastisk balancekunst og indre strider, hvor familiemedlemmer afløste hinanden i skiftende alliancer med Byzants, normannerne, og serberne i Raška. Fra 1166 var kun en lille kyststribe tilbage uden for serbernes kontrol, og i 1186 blev Duklja formelt og fuldstændigt indlemmet i Raška.

## Serbernes højdepunkt – Raška og Zeta
Under kong Stefan I Nemanja af Huset Vukanović nåede det serbiske kongedømme et midlertidig højdepunkt. Han grundlagde ikke bare Huset Nemanjić, men blev også ophøjet til ortodoks helgen. Han var en adelsmand fra Ribnica (Podgorica) og tillod oprettelsen af et underlagt, men selvstændigt fyrstedømme Zeta som omfattede omtrent samme territorium som nutidens Montenegro. I 1219 blev Stefan I's søn Đorđe Nemanjić, udråbt til konge af Duklja-Zeta. Siden Zeta-herskerne også sprogligt og kulturelt var serbere, kan man nu tale om et tvillingkongedømme, som udviklede sig uden stærke etniske spændinger. I denne periode skete der specielt stor klosterbygning i dobbeltriget.
Dynastisk strid var derimod uløselig knyttet til højmiddelalderen, og de ulige kirkeledere kæmpede også om større indflydelse. Den katolske ærkebiskop af Bar var Zeta-periodens mægtigste feudalherre. Under kong Stefan Uroš IV Dušan af Raška blev opløsningstendenserne i den serbiske stat så åbenbare, at Zeta med tiden kunne rive sig helt løs efter hans død i 1355. Den serbiske storhedstid var med dette ovre.
Allerede i 1356 opstod igen en selvstændig montenegrinsk stat, kongedømmet Zeta, under Balša I som grundlagde Huset Balšić. Byerne Bar, Kotor og Skadar blev underlagt det nye kongedømme. Efter 1385 blev Prizren i dagens Kosovo indtaget, og Zeta fik nu større udstrækning end dagens montenegrinske stat. Tidvis lå også den kroatiske by Cavtat under Zetas indflydelse. Zeta-herskerne fremmede fri handel, kystbyerne blomstrede, og der blev indført en pengeunion med dinarer som fælles møntenhed.
Men stadig rivalisering med herskerne af Bosnien førte ofte til militær konflikt, og en kortvarig okkupation af den nordlige kyststribe i 1382, da bosnierne grundlagde byen Herceg Novi. Da bosnierne forlod området, opstod en ny udfordring, nemlig den øgende tilstedeværelse af og økonomiske indflydelse fra handelsrepublikken Venezia langs kysten. Venezia fik fodfæste i Kotor (Catarro) i 1300-tallet, og feudalherrerne i Onogošt (Nikšić) lod sig også overtale til at støtte venetianerne. Fra 1420 fik venetianerne effektiv kontrol med hele kysten med undtagelse af Republikken Ragusa (Dubrovnik), og denne kontrol skulle bestå helt til 1797. Med en yderligere, ny fare også fra øst – osmannerne – som en reel trussel, så Zeta-herskerne ingen anden udvej end at alliere sig med Serbien.
Derfor sendte Đurađ 2. Stracimirović Balšić dele af Zetas hærstyrker til undsætning for serberne ved Slaget på Solsortesletten i 1389, hvor osmannerne vandt en knusende sejr. Đurađ 2. overlevede derimod som uafhængig hersker i kystegnene ved at sætte venetianerne og osmannerne vellykket op mod hinanden. Alliancer med Ungarn blev også knyttet mod venetianerne langs kysten, og alliancer med Serbien mod osmannerne i Kosovo. Serberne holdt stand mod overmagten helt til 1459, og oplevede under den sidste serbiske modstandsperiode en kulturel og religiøs opblomstring, som også Zeta tog del i. Som led i knytningen mod Serbien gik Zeta-herskerne blandt andet med på at erklære sin underkastelse under den Serbiske ortodoks kirke men uden at udvise eller forfølge katolikker.
I højmiddelalderen lå østlige stater som den serbiske lidt tilbage for vesteuropæiske samfund. I 1346 fik serberne sit eget ortodokse patriarkat, som styrkede nationsbygningen. Serbiske dynastier fremmede handel og beholdt kontrollen over indlandet frem til den osmanniske invasion af indlandet som fandt sted 1462-1496. Udviklingen af moderne skibsteknologi og voksende handel førte derimod til, at Venezia fra 1420'erne tog kontrol over kystområderne, hvilket varede i 300 år.

## Osmannisk styre i øst 1459–1878
Osmanernes tyrkiske styre i det østlige indland fra 1459, varede helt til 1878. Den serbiske elite blev nu gjort til bønder, eller flygtede nord over til Ungarn. Samtidig faldt dette sammen med en generel nedgangstid i Sydøsteuropa fra og med 1500-tallet, ledsaget af svag byvækst og "det andet livegenskab". I de tyrkiske områder beholdt de fjerneste bjergegne en betydelig autonomi, men ellers blev feudale strukturer cementerede af fire århundreder med tyrkisk styre, med tyrkiske og konverterede lokale (bosniaker) som feudale herskere (chiftluk sahibije) over en tungt skattelagt bondebefolkning. Denne bevarede sin ortodokse kristne identitet men fik udvisket sin nationale identitet.
Nogle byer blomstrede rigtignok, Taslidža (Pljevlja) var hovedstaden i Sanjak Hercegovina fra 1572 til 1833, og fik status som kasba med kloaksystem, tyrkiske bad, haver, moskeer og kristne klostre. Men reglen var, at byerne var ufrie centre for militære og jordejende ledere. Den senere Sanjak Novibazar (Novi Pazar) havde hovedstad i Mostar og medførte, at det nordlige Montenegro kom mere i skyggen udviklingsmæssigt.
I vest omkring Cetinje og floden Zeta bestod derimod et mere eller mindre selvstændig fyrstedømme under det stadig hyppigere brugte navn Crna Gora, med omkring 30.000 indbyggere igen efter, at venetianernes og osmannernes underlagde sig de øvrige 50.000 indbyggere, som havde udgjort Zeta-staten. Det tilbageværende fyrstedømme vaklede ofte i sine alliancer med Venezia, men kæmpede side om side med held i 1474, da tyrkerne blev nedkæmpet ved Skadar. Fem år senere kom derimod tyrkerne tilbage og indtog Skadar, og sluttede fred med Venezia.
Skrækscenariet med en deling af Crna Gora mellem stormagterne rykkede nu nærmere. Fyrst Ivan I Crnojević af Zeta flyttede hovedstaden til Cetinje, grundlagde et kloster der i de utilgængelige områder under Lovcen-bjerget og gav den nye stat navnet Montenegro. Men montenegrinerne så sin stat angrebet fra alle sider. For første gang havde et lokalt styre haft magten i omkring 100 år. Det evnede over tid ikke den fine balance mellem stormagterne som så mange serbiske fyrster havde behersket til fulde siden tidlig middelalder. Zeta-staten gik i praksis under inden 1516, kun et mindre område omkring Lovcen-bjerget bestod.
Ivan I er mest kendt for at have bragt en bogtrykkerpresse til Cetinje, og der blev den første trykte bog i Sydøsteuropa udgivet i 1493. I løbet af de næste tre år kender vi fem religiøse, serbisksprogede bøger fra Cetinje-pressen. Den nye, uddannede fyrste Đurađ 4. Crnojević ledede selv trykkearbejdet.
I 1499 faldt Zeta (Montenegro) under osmannisk styre, trolig i samforståelse og aktiv osmannisk alliance med venetianerne, som ikke havde formået at eliminere den selvstændige stat i bjergene. Fyrstedømmet Zeta blev nu indlemmet i İşkodra-Sanjak'en (Skadar), men selvstændige montenegrinske høvding- og fyrstedømmer fortsatte med at eksistere i nordvest. De osmanniske dele blev fra 1514 kaldet Montenegro-Sanjak'en og omfattede det sydlige Montenegro og det nordlige Albanien. Den konverterede muslim Staniša (Skenderbeg), som selv nedstammede fra Huset Ivan Crnojević, blev den første Bey i denne Sanjak'en, og regerede til 1528. Selv om Crnojevićs-slægten nu antagelig flygtede nord over til Serbien, beholdt lokale klanledere den effektive kontrol i det, som var tilbage af Zeta, trods osmannisk pres fra Zanjak'en og venetiansk pres fra deres hovedsæde på kysten i Kotor.

## Bispestat og kongedømme mellem stormagter 1516–1912
Montenegro blev nu en ortodoks, teokratisk stat, hvor sammensmeltingen af stat og kirke hindrede udviklingen af hemmelige alliancer med de muslimske osmanner. Denne kombination blev formodentlig afgørende for at montenegrinerne fortsatte at bevare selvstændigheden i sin lille bjergstat omkring Cetinje og Lovcen-bjerget. Lidt længere mod vest – i dagens Bosnien og Hercegovina – blev bufferområdet Die Grenze oprettet, i samforståelse mellem Østrig-Ungarn og osmannerne. Her oprettede man en bufferzone, hvor befolkninger inden for både islam og kristendom kunne eksistere sammen under fuld religionsfrihed. Denne mellemposition prægede også Montenegro selv frem til 1800-tallet.
Balkan blev alligevel et konfrontationsområde mellem Østrig og Det Osmanniske Rige fra 1700-tallet, trods enigheden om en "neutral" bufferzone i vest. Serberne omkring Cetinje benyttede også denne konfrontation til at holde på selvstændigheden. Montenegros kystområde var derimod under venetiansk kontrol, og indlandet lå stort set under tyrkisk kontrol øst for grænse- og krigsområderne. Fire stormagter øvede pres på den lille, selvstændige montenegrinske stat, som så vidt holdt stand.
Fra 1516 til 1696 var det vestlige indlandet en uafhængig, teokratisk munke- og bispestat styret af de katolske ledere i Cetinje. Fra 1696 blev denne uafhængige, men ikke-anerkendte stat styret af lokale klanledere tilhørende Huset Petrović-Njegoš, som kom fra den lille landsby Njegoši under Lovcen-bjerget. Arverækken gik fra onkel til nevø gennem generationer, da fyrstbiskopperne ikke måtte gifte sig.
Den første formelle proklamation af en selvstændig, montenegrinsk stat skete i 1798, og i 1854 gjorde Danilo I Petrović-Njegoš Montenegro om til en sekulær stat som fyrstendømmet Montenegro. En aggressiv konfrontation og krig mod tyrkerne fra 1875 gav resultater og international anerkendelse ved Berlinkonferencen i 1878. Den frie statens areal blev fordoblet fra 1696 til 1878, og i 1905 fik landet sin første grundlov og blev et kongedømme i 1910.
Da østrigerne befriede Beograd fra tyrkisk styre i 1711, støttede mange serbere og montenegrinere op om østrigernes hær. Den serbiske frihedskæmper Karađorđe Petrović havde kæmpet i begge stormagters hærstyrker, og opnåede uafhængighed for Serbien gennem oprørene 1804–1813. Men senere i 1800-tallet blev Østrig-Ungarns ambitioner større på Balkan, og kulminerede først med okkupationen af Bosnien i 1908. Gradvis vendte de sydslaviske ledere sig væk fra østrigske sympatier, og de brede uafhængighedsbevægelser vågnede.

## Krig på Balkan 1912–1918
Den første Balkankrig 1912–1913 blev startet af montenegrinerne og gav en fælles serbisk-montenegrinsk alliance mod tyrkerne, hvor også bulgarerne og grækere gik med mod tyrkerne fra oktober 1912. Montenegro og Serbien delte den tyrkiske provins Sandžak mellem sig. Krigen var det første forsøg på at oprette en større, etnisk funderet nationalstat på Balkan, inspireret af samlingerne af Italien og Tyskland nogle årtier tidligere. Med europæisk medvirkning førte krigen til en nytegning af grænserne på tyrkernes bekostning, og Montenegro delte Sanjak'en Novipazar med Serbien.
I marts 1912 indgik Serbien og Bulgarien med hjælp fra Rusland en aftale, som kunne have udviklet sig til en meget løfterig union på Balkan. Umiddelbart efter, at tyrkerne var nedkæmpet i 1913, fik man derimod et intermezzo med mislykket bulgarsk angreb på sydslaverne fra juni til juli. Bulgarien mistede 33.000 mand på seks uger. På grund af den græske og vestlige modvilje mod at slippe bulgarerne til i Makedonia og serberne ved Adriaterhavet, følte begge disse stater behov for at befæste sine territorielle krav gennem fortsat krigsføring.
De økonomiske omkostninger ved krigsførelsen i Balkankrigene 1912-13 var enorme, anslåede til 590 mio. franc for Serbien og 100 mio. franc for Montenegro, og dobbelt så meget som disse tilsammen for Bulgarien. Montenegros territorielle sejre i nord kunne ikke dække over hvor militært uddateret og utilstrækkelig Petrović-Njegoš-regimet i Cetinje var. Landet mistede 2.836 soldater i den første Balkankrig, mange af disse ved belejringen af Skadar (Shkodër). Yderligere 240 døde i den anden Balkankrig i 1913. Nederlaget ved Skadar bevirkede blot forøgelse af tendensen til at søge støtte i Serbien, og efter 1918 blev mange ledende montenegrinere trukket nærmere Beograd som forudsætning for i det hele taget at bevare en selvstændig montenegrinsk stat.
Stormagtenes manglende vilje til varige løsninger og nederlaget for en serbisk-bulgarsk tilnærmelse medførte, at især Østrig-Ungarn vurderede det som trygt at erklære fuld krig mod Serbien fra 1914, udløst af attentatet 28. juni i Sarajevo.
Under 1. verdenskrig støttede Montenegro op om Serbiens krigførelse mod Østrig-Ungarn og kæmpede i to år imod østrigsk invasion i en stillingskrig frem til 1916. Omkring 3.000 montenegrinere faldt under verdenskrigen. Under den påfølgende østrigske okkupation styrede montenegrinernes konge og regering i eksil fra Bordeaux. Kongen blev derimod stadig mere isoleret, efter som et flertal af serbere og enkelte montenegrinske partier ønskede en union med Serbien.
I praksis var Balkan i krig uafbrudt fra oktober 1912 til november 1918, og en række europæiske stormagter intervenerede på ulige måder. Vinderen blev i sidste ende Serbien, som sad tilbage med et maksimalt landområde og indlemmede Montenegro efter verdenskrigen.

## Kongeriget Jugoslavien 1918–1941
Under den serbisk-dominerede Podgroricaforsamlingen blev det bestemt at indlemme Montenegro i Kongeriget Jugoslavien fra 1. december 1918. Den multi-etniske stat oplevede mange indre konflikter. Den 20. juni 1928 skød og dræbte det montenegrinske parlamentsmedlem Puniša Račić i alt fem medlemmer af det kroatiske bondeparti, blandt andre Stjepan Radić.
Fra 6. januar 1929 blev regionenes selvbestemmelse i Jugoslavien kraftig reduceret. Kong Aleksander afskaffede grundloven og suspenderede parlamentet. Det videre kongestyre blev kendt som "6. januar-diktaturet" (Šestojanuarska diktatura) og indebar blandt andet, at landet tog navnet Kongeriget Jugoslavien. Den 3. oktober 1929 reducerede kongen de 33 oblaster til 9 nye, store banoviner. Montenegro indgik i provinsen Banat Zeta, som også omfattede det vestlige Kosovo, Hercegovina og Dubrovnik-regionen. Podgorica var dette banats hovedstad, og bevarede derved en vis økonomisk og administrativ betydning.
Under 2. verdenskrig oplevede Montenegro først italiensk, og fra 1943 tysk, okkupation. En blodig guerillakrig fulgte okkupationerne, hvor agrar-fascisten Krsto Zrnov Popović med italiensk og tysk støtte kæmpede mod både serbiske nationalister og partisaner. Det må antages, at Montenegro bar sin forholdsmæssige andel af de samlede jugoslaviske krigstab på 305.000 soldater og 1,2 millioner civile.

## Titos diktatur
Titos sejre over interne modstandere og okkupationsstyrkerne længere mod nord førte til oprettelse af en kommunistisk republik i 1945. Den 29. november 1945 blev Montenegro, Serbien, Slovenien, Makedonien, Kroatien og Bosnien-Hercegovina republikker i den nye socialistiske stat Den demokratiske føderation Jugoslavien, som blev omdøbt allerede i 1946 til Den føderale folkerepublik Jugoslavien og senere til Den socialistiske føderale republik Jugoslavien (SFR).
Montenegro blev formelt en egen republik i føderationen, og montenegrineren Milovan Đilas havde status som Titos arvtager indtil, at han begyndte at kritisere politiske forhold åbenlyst og blev oppositionel dissident. Fra 1974 blev Montenegros selvstyre noget udvidet inden for Jugoslavien. De to provinser Vojvodina og Kosovo fik også større rettigheder nu, og både Montenegro og Kosovo nød efterhånden godt af betydelige økonomiske overførsler fra resten af Jugoslavien. Turismen langs kysten blev udviklet noget under Tito-perioden, blandt andet i Igalo. Tito sad som kommunistisk diktator til sin død.
Titos død 4. maj 1980 førte ikke til umiddelbar opløsning, det kommunistiske parti beholdt magten, og de ulige nationers partirepræsentanter forblev længe loyale mod partiet. Det mest intense forarbejde til selvstændighed blev antagelig planlagt i Kroatien under general Frano Tudjman, og ikke i Serbien eller Montenegro i første omgang. I 1991, foran de første frie valg, tog imidlertid Milo Đukanović og to andre unge og fremsynede men foreløbig Milošević-loyale partikadre kontrollen med Montenegros kommunistparti. De ændrede navnet til Montenegros demokratiske socialistiske parti (Demokratska Partija Socijalista Crne Gore, DPS) og fik vedtaget at fjerne ordet socialistiske fra delstatens officielle navn.
Et vigtig startskud for opløsningen af den kommunistiske stat skete uden for Montenegro i form af en hemmelig aftale med Kroatien om at opdele Bosnia-Hercegovina, aftalt under et møde i Karađorđevo mellem den kroatiske leder Frano Tudjman og den serbiske partileder Slobodan Milošević i marts 1991, blev for Milošević' del trolig endnu mere nødvendig at gennemføre da der udbrød kraftige protester i Beograd. Den montenegrinske partiledelse holdt sig klogelig uden for dette spil men kunne nu arbejde friere med at forøge sin selvstændighed fra Beograd, i ly af de nationale konflikter og splittelsen, som nu kunne udfolde sig med partiledelsens velsignelse.

## Efter Jugoslavien
I 1991 blev Milo Đukanović statsminister i Montenegro, men inden for føderationen. Selv da Slovenien, Makedonien, Kroatien og Bosnien erklærede brud med unionen og selvstændighed, valgte Montenegros partiledelse at fortsætte unionen med Serbien. Finansieringen af krigen medførte hyperinflation i Serbien, og denne smittede af på Montenegro. Økonomien brød næsten sammen, og ramtes yderligere, da de serbiske banker lånte folks sparepenge videre til staten for at finansiere krigsføringen i Kroatien og Bosnien.
Krigen mellem resterne af Den socialistiske føderale republik Jugoslavia og Kroatien førte til at Badinter-kommissionen fra EU tidlig i 1992 erklærede, at Jugoslavien nu var at anse som opløst. Den 6. april brød Bosnien-krigen ud, og som svar på omverdens diplomatiske pres oprettede Serbia og Montenegro den 28. april formelt en ny statsdannelse – Den Føderale Republik Jugoslavien. Denne nye stat blev umiddelbart idømt sanktioner fra FN.
Montenegro formåede at undgå krigsførelse på eget territorium under krigene i Jugoslavien 1992–95, hovedsagelig ved at støtte fortsat union med Serbien. Montenegrinske tropper deltog derimod i kamphandlinger uden for landet, blandt andet ved angrebet på Dubrovnik. Desuden blev der kastet nogen NATO-bomber over unionens styrker i Montenegro under Kosovokrigen fra 1998.
En folkeafstemning i 1992 godkendte oprettelsen af unionen under navnet Den Føderale Republik Jugoslavien. Men snart krævedes en vanskeligere balancegang, landets ledelse måtte både støtte Serbien for at undgå krig og samtidig markere tilstrækkelig afstand for at undgå vestlig intervention. I denne periode måtte landet udholde internationale sanktioner. NATO-bombningen af Serbien ramte til en vis grad også Montenegro i 1999, selv om landets ledelse på det tidspunkt var erklærede tilhængere af løsrivelse fra Serbien.
Den 21. september 1995 blev Bosnien-krigen officielt afsluttet, efter langvarig international mægling. Milo Đukanović slog to år senere pro-Milosevic-kandidaten i det montenegrinske præsidentvalg, og fra 1997 begyndte de montenegrinske lederne stadig stærkere at angribe Milošević og Serbien. Specielt vanskelig var det at fortsætte i union med en større nabostat, som drev en fuldstændig mislykket økonomisk politik og skabte hyperinflation. For at slippe af med inflationen indførte Montenegro tyske mark som sideordnet valuta i 1998. Efter et år blev den jugoslaviske dinar helt forladt.
Et endelig dødsstød mod unionen kom med Kosovokrigen fra 24. marts 1999. Đukanović erklærede, at Montenegro ikke var en del af konflikten i Kosovo, men enkelte strategiske mål blev alligevel bombet af NATO. På dette tidspunkt var økonomiske reformer allerede godt i gang, teleselskabet Promonte blev yderligere delprivatiseret fra 1996, da norske Telenor gik ind på ejersiden i tiden mellem Bosnienkrigen og Kosovokrigen.
En vigtig delsejr på vejen til selvstændighed kom i 2000, da mere pro-vestlige kræfter i Beograd forkastede Slobodan Milošević som partileder. Nå lagde den montenegrinske partiledelse konkrete planer for fuld selvstændighed. I 2001 blev der indledt videre privatisering af statslig (det vil sige føderal jugoslavisk) ejendom, blandt andet blev det største statslige teleselskab solgt til tyske T-Mobile, og aluminiumsværket KAP i Podgorica blev solgt til russiske investorer.

## Union med Serbien 2002–2006
Euro blev indført som valuta i januar 2002, da tyske mark ophørte som pengeenhed. Derimod opstod det et forsinkende intermesso på vejen mod selvstændighed, da EU i marts fik en aftale igennem, hvor eks-jugoslaviske, montenegrinske og serbiske ledere dannede en ny stat, med navnet Serbien og Montenegro som erstatning for den nøjagtig lige så omfattende stat Jugoslavien. Allerede måneden efter kollapsede den montenegrinske regering i uenighed om unionen med Serbien. Der blev udskrevet nyvalg til nationalforsamlingen, og partierne, som støttede Milo Đukanović, vandt valget i oktober. Han opgav nu præsidenthvervet for at blive statsminister for en koalition af partier, og partifællen Filip Vujanovic blev i 2003 ny præsident.
Den formelle oprettelse af unionen i 2003 blev ikke mere end et formelt, taktisk skridt fra montenegrinernes side. Unionen med Serbien mødte nu stadig stærkere modstand i det politiske miljø anført af statsminister Đukanović selv. Samtidig blev splittelsen mellem Serbien- og uafhængighedstilhængere langt skarpere. Den fremtrædende journalist og regimekritiker Dusko Jovanovic blev skudt og dræbt i maj 2004. Hans avis Dan blev anset som et talerør for anti-uafhængighedsbevægelsen og var kommet med påstande om korruption blandt lederne af Montenegro.
Efter, at den serbiske statsminister Vojislav Kostunica i februar 2005 afviste et montenegrinsk forslag om splittelse af unionen mellem landene, erklærede Đukanović formelt, at han ville arbejde konkret for løsrivelse og en montenegrinsk selvstøndighedserklæring. Nationalforsamlingen blev enig om krav om 55 % ja-stemmer i en folkeafstemning. I den endelige folkeafstemning den 21. maj 2006 stemte montenegrinerne med 55,4 % flertal for at træde ud af unionen med Serbien.
Montenegros uavhengighedsvalg blev straks godkendt af Serbien, da det kom i juni. Det skete fredeligt, men ikke uden spænding og modstand både fra de serbiske oppositionspartier i Montenegro og fra staten Serbien. De pro-serbiske oppositionspolitikere, som havde været imod uafhængighed, mødte ikke op, da forsamlingen stemte over uafhængighed 3. juni. De pro-vestlige og selvstændighedspartierne, som gik sejrende ud, har styret landet uafbrudt de sidste ti år.
Den tidligere bosnisk-serbiske leder Radovan Karadžić, som blev arresteret i sommeren 2008, er oprindelig født og opvokset i Montenegro. Hans karriere er et af utallige eksempler på hvordan, etnicitet og nationalitetstilhørighed har krydset grænser i det tidligere Jugoslavien, og hvordan sydslaviske borgere og ledere har haft krydsende loyaliteter, hvor Montenegro er forbundet i et fortsat fællesskab med de andre republikker i regionen.
I 2009 blev Montenegro hårdt ramt af finanskrisen, som reducerede de store udenlandske investeringer i landet og på den måde svækkede betalingsbalancen med udlandet markant. Dette gav igen store problemer med budgetbalancen, og der blev foretaget nedskæringer i offentlige udgifter.